# Compagnia (unità militare)
La compagnia è un'unità militare terrestre monoarma, cioè composta da personale con specializzazione ed equipaggiamento omogenei, che raggruppa più plotoni, ed è costituita da un numero variabile di persone (tipicamente da 100 a 200) in funzione della composizione dei plotoni. 
Per l'arma di cavalleria, la compagnia assume la denominazione di squadrone nella maggioranza degli eserciti europei, mentre nell'US Army viene chiamata troop.
Nei reparti dei trasporti, in Italia assumeva la denominazione di autoreparto. Per l'arma di artiglieria, la compagnia diventa batteria.

## Struttura e funzioni
È normalmente comandata da un ufficiale inferiore (capitano o talvolta tenente, anche se alcuni eserciti, per esempio l'esercito inglese, fanno comandare la compagnia ad un maggiore).
Più compagnie formano un battaglione, anche se in alcuni eserciti dove quest'ultimo non esiste, o non esiste più essendo stato abolito (come nel caso dell'Esercito Francese), più compagnie formano un reggimento. 
La compagnia può assolvere a specifiche funzioni nell'ambito dei reparti a cui viene aggregata. Nel caso di specialità d'arma particolari (genio, artiglieria, trasporti, ecc.) viene aggregata ad unità di livello superiore come unità di supporto.

## Unità militari navali
A bordo delle Unità militari navali, quando i pezzi erano disposti sulle fiancate su uno o più ponti dell'unità navale, essendo i cannoni paralleli tra loro, il loro complesso veniva detto anch'esso batteria, e l'unico ponte di una corvetta o di una fregata, o uno dei ponti del vascello a due o tre ponti veniva detto di conseguenza ponte di batteria.

## La compagnia nell'arte militare italiana
La creazione della compagnia risale al periodo in cui alle milizie feudali si sostituirono gradatamente le truppe mercenarie. Fu allora l'unica unità organica ed esistette in tutte le armi. Nel Ducato di Savoia con Emanuele Filiberto la compagnia di fanteria d'ordinanza ebbe grossa mole, giungendo talvolta sino a mille uomini.
Gli ufficiali di queste grosse compagnie erano: il capitano, l'alfiere, due sergenti e quattro centurioni. Questi ultimi comandavano le centurie, ripartizioni di cento uomini. Ogni Centuria era composta da quattro squadre di venticinque uomini ed un caporale.
Sempre in Piemonte, Carlo Emanuele I creò il reggimento, composto da sette a dieci compagnie, il cui organico verso la fine del Cinquecento si era ridotto a duecento uomini, nel 1615 a cento. La prima compagnia di ogni reggimento era comandata personalmente dal colonnello ed era chiamata colonnella.
All'inizio del Settecento le compagnie furono ridotte di forza avendo per effettivi circa cinquanta uomini, e per rendere più efficace l'azione di comando e l'impiego delle truppe, viene creato il battaglione quale livello intermedio tra reggimento e compagnia. La formazione iniziale oscillò intorno alle dieci compagnie, rimanendo tale in alcuni eserciti sino alla metà dell'Ottocento, anche se nella maggior parte di Europa dopo la rivoluzione francese le compagnie nei battaglioni divennero 8 o 6, scendendo a 4-5 da metà '800. Le compagnie con il modificarsi della tattica, tornarono ad aumentare di forza variabile intorno ai duecentoventi uomini (anche 250 a metà '800). Comandata da un capitano e da due a quattro subalterni. Con tale formazione la compagnia di fanteria entrò nel grande conflitto europeo.
La cavalleria fin verso il 1600, fu ordinata esclusivamente in compagnie, epoca in cui furono creati i primi reggimenti per tale arma. La forza variava fra i trenta ed i sessanta cavalli, due o tre compagnie formavano uno squadrone. Alla fine del Settecento è soppressa nella cavalleria la ripartizione per compagnie, venendo in genere sostituite dagli squadroni.
L'artiglieria comprese compagnie di granatieri, artiglieri, bombardieri, ecc. sino oltre l'Ottocento, periodo in cui si organizzò in batterie. Nei reggimenti di artiglieria da fortezza però, la denominazione di compagnia rimase sino all'epoca della prima guerra mondiale.
Il genio ha sempre avuto la compagnia nei propri ordinamenti con varie denominazioni: compagnia artieri, zappatori, minatori, ferrovieri, telegrafisti, ecc.
La compagnia dopo la Grande Guerra, andò via via sviluppandosi e specializzandosi, ma ogni specialità di Arma conserva sempre nel proprio interno la ripartizione per compagnia o di unità di livello equivalente, seppure chiamata in modo diverso (vedi batteria per l'Arma di artiglieria o lo squadrone per l'Arma di cavalleria).